# Jorge Reyes Aguilar
Jorge Reyes Aguilar é um atleta chileno da modalidade patinação de velocidade que foi campeão sul-americano em Medellín 2010.

A trajetória esportiva de Jorge Reyes Aguilar se identifica por sua participação nos seguintes eventos nacionais e internacionais:

## Jogos Sul-Americanos
Foi reconhecido o seu triunfo por ser o quinto atleta com mais medalhas da delegação do  Chile em Medellín 2010.

### Jogos Sul-Americanos de Medellín 2010
Por seu desempenho na nona edição dos Jogos, foi destaque obter um total de 5 medalhas:

- , Medalha de ouro: Patinação de velocidade Revezamento 5000m estrada masculino
- , Medalha de prata: Patinação de velocidade Pontos 10000m estrada masculino
- , Medalha de prata: Patinação de velocidade Eliminação 20000m estrada masculino
- , Medalha de bronze: Patinação de velocidade Eliminação 15000m pista masculino
- , Medalha de bronze: Patinação de velocidade Revezamento 3000m pista masculino